# 今枝良三
今枝 良三（いまえだ りょうぞう、1954年7月22日 - ）は、日本の土木技術者、実業家。前田道路株式会社代表取締役社長。

## 人物・経歴
愛知県出身。1977年名古屋工業大学土木工学科卒業、前田道路入社。西関東支店長を経て、2009年取締役執行役員西関東支店長に昇格。2010年取締役執行役員工事事業本部副本部長。同年取締役執行役員製品事業本部長。2011年取締役常務執行役員製品事業本部長。2012年取締役常務執行役員中部支店長。2014年取締役常務執行役員製品・技術部門管掌、工事事業本部長。2015年から代表取締役社長を務め、親会社である前田建設工業による株式公開買付けへの対応にあたるなどした。日本道路建設業協会常任理事、日本道路協会理事、浜松市やらまいか大使等も歴任。